# Alicia de la Pole
Alicia de la Pole, duquesa de Suffolk (1404–1475) era una nieta del poeta inglés Geoffrey Chaucer. Casada tres veces, con el tiempo se convirtió en Dama de la Más Noble Orden de la Jarretera.

## Vida
Alicia (Alice)  nació como Alicia Chaucer, hija de Thomas Chaucer y Matilda Burghersh.  Su abuelo era el poeta Geoffrey Chaucer, autor de Los cuentos de Canterbury.  A los once años la casaron con Sir John Philip. La pareja vivió breve tiempo en el castillo de Donnington, pero Sir John murió al cabo de un año. Sir John, también llamado Lord Dennington, se había casado con Maud, la viuda de Walter Cookesey del Castillo de Caldwall, Kidderminster en el condado de Worcestershire. Sir John vivió en el Castillo de Caldwall en tiempos de su matrimonio con Maud a cuya muerte se casó con Alicia Chaucer.  Sir John, amigo personal del rey Enrique V, murió de disentería después del exitoso asedio de Harfleur en Normandía. Sir John está enterrado en la iglesia de Santa María, en Kidderminster, Worcestershire. 
Más tarde, después de 1421, Alicia se casó con Tomás de Montagu, cuarto conde de Salisbury (quien murió en 1428). Finalmente, en 1430, se casó con Guillermo de la Pole, conde y más tarde duque de Suffolk, de quien tuvo un hijo, Juan, en 1442 (quien se convirtió en el segundo duque de Suffolk en 1463). Guillermo pasó a ser castellano del Castillo de Wallingford en 1434.  Alicia era dama de compañía de Margarita de Anjou en 1445, y una mecena de las artes. Guillermo fue administrador de la casa de Enrique VI, y desde 1447 hasta 1450 fue la fuerza dominante en el consejo y ministro principal del rey; como tal se le relacionó en particular con las impopulares políticas reales cuyo fracaso culminaron en la protesta anticortesana y violencia política de la Revuelta de Cade en 1450.
Alicia podía ser despiadada y codiciosa para conseguir la herencia de su hijo. En 1437 el duque construyó la Casa de Dios en Ewelme, un recordatorio de sus devociones católicas. Pero después de la ejecución de su esposo, reclamó mucho de las mansiones de su amiga Margaret Paston en Norfolk, con dudosos títulos. Los Paston pasaron a odiar a esta familia yorkista, famosa por su corrupción.
En 1450 Guillermo fue acusado por los comunes en el parlamento, pero Enrique VI intervino para exiliar a su favorito, en lugar de que lo enjuiciaran los lores. Al pasar el Canal de La Mancha, su nave fue interceptada por El Nicolás de la Torre cuya tripulación lo sometió a un juicio de farsa, después del cual le cortaron la cabeza y lanzaron el cuerpo por la borda. Los restos de Guillermo se recuperaron en una playa de Dover, y Alicia lo enterró en un priorato cartujao en Hull, fundado en 1377 por su abuelo, Miguel de la Pole, primer conde de Suffolk.  Después del asesinato de Guillermo, sus propiedades incluyendo el castillo y el Honor de Wallingford y St Valery pasaron a Alicia. Sobrevivió a los muchos desafíos de su posición, incluyendo un juicio de estado en 1451. Mientras ella se beneficiaba de sus conexiones Lancaster, cambió su apoyo en favor de la Casa de York durante la Guerra de las Rosas. En 1455 era custodia de Enrique Holland, tercer duque de Exeter en el castillo. Oficialmente fue castellana de Wallingford hasta al menor el año 1471 y posiblemente hasta su muerte en 1475. En 1472 Alicia se convirtió en guardiana de Margarita de Anjou, su anterior amiga y patrona. Una propietaria rica, Alicia de la Pole poseía tierra en 22 condados, y fue meceas del poeta John Lydgate. 
Está enterrada en un elaborado monumento de iglesia que incorpora una tumba de cadáver en la iglesia de Santa María, en Ewelme. La tumba de alabastro de Alicia, conservada casi intacta, está formada por un dosel de piedra con paneles, debajo del cual está la efigie de la duquesa sobre una tumba en forma de cajón o cofre que contiene sus restos; el espacio debajo del cofre cierra su cadáver esculpido, que se ve a través de unos arcos complicadamente reticulados. Su efigie fue examinada por delegados de la reina Victoria para descubrir cómo una dama debía lucir la Orden de la Jarretera.